# Harold Roger Lambert
Harold Roger Lambert, britanski general, * 1896, † 1980.